# Clifford (serie animata)
Clifford (Clifford the Big Red Dog) è una serie televisiva animata prescolare anglo-statunitense basata sul personaggio e sulla serie originale di libri di Clifford the Big Red Dog creata da Norman Bridwell e edita da Scholastic e trasmessa originariamente da PBS Kids dal 1 settembre 2000 al 25 febbraio 2002.

## Storia
È stato creato da Norman Bridwell, che scelse di scrivere e illustrare una propria serie di libri per bambini tramite il bozzetto di un cane di grandi dimensioni e della sua padroncina dopo essere stato rifiutato da molti autori di libri per bambini per le sue illustrazioni non riuscite, nel 1963, quando Scholastic accettò di pubblicarne il primo libro a distanza di meno di un mese da quando esso fu scritto e illustrato, e il cui fine non è tanto quello dell'intrattenimento del personaggio stesso ma quello di impartire un'educazione morale ai bambini.
Tra il 1988 e i primi anni Novanta del XX secolo le narrazioni del personaggio sono state adattate per l'home video, tramite la realizzazione di una serie animata dal titolo Clifford's Fun With... prodotta da Lee Mendelson e Bill Melendez, già produttori dei corti animati dei Peanuts, dagli studi Nelvana, Wang Film Productions, Family Home Entertainment e dalla divisione multimediale della Scholastic e distribuita da Warner Home Video, i cui episodi durano ciascuno 30 minuti e dove il protagonista è doppiato da Brent Titcomb, la padroncina Emily Elizabeth Howard è doppiata da Alyson Court e la sigla musicale è cantata da Phillip Namanworth e Benjamin Goldstein, e con alcuni videogiochi educativi. Infine, nel 2000 esordì la già citata serie televisiva animata prodotta da Scholastic Media, seguita dallo spin-off Un cucciolo di nome Clifford, debuttato nel 2003, e dal film d'animazione Clifford's Really Big Movie, lanciato da Warner Bros. nel 2004 e mai pubblicato in Italia.
In Italia la serie non ha avuto molta fortuna in termini di ascolto: la prima serie è andata in onda per la prima volta su Rai 2 il 1º aprile 2003, poi successivamente replicata su RaiSat Ragazzi e su RaiSat Yoyo (oggi Rai Yoyo), e poi replicata svariate volte su JimJam a partire dall'agosto 2008. Mentre la seconda serie, ovvero lo spin-off Un cucciolo di nome Clifford, è andata in onda per la prima volta su RaiSat Ragazzi nell'aprile 2006, successivamente replicata su Rai 2 nel settembre 2007, e poi replicata svariate volte su RaiSat Yoyo (oggi Rai Yoyo), e poi è andata in onda su JimJam nel 2010 e replicata svariate volte. Fino ad ora, nessuna delle due serie di Clifford sono state distribuite né in VHS, né in DVD.

## Trama
Clifford era il cucciolo di cane più giovane della sua cucciolata particolarizzato dal colore rosso del pelo e dalle dimensioni molto ridotte e era stato scelto dalla bambina Emily Elizabeth Howard come regalo per il suo ottavo compleanno nonché come suo animale domestico a un mese di distanza dalla sua nascita. Sin dal primo incontro, Emily Elizabeth dimostrava molto affetto verso Clifford e si rivelava capace di perdonarlo anche dopo ogni guaio o errore commesso da quest'ultimo la cui indole giocherellona non riusciva a farli evitare.
Quando Clifford raggiunse l'età adulta, il troppo affetto di Emily Elizabeth l'aveva fatto crescere enormemente tanto che il palazzo in cui viveva non era più abbastanza spazioso per poterlo contenere e Clifford stesso risentiva della mancanza di alcuni amici e di una maggiore libertà di movimento. Ciò, dunque, costrinse la famiglia Howard a trasferirsi dalla città verso l'immaginaria Isola degli Uccellini. Clifford è stato accolto con grande stupore e ammirazione dagli isolani rivelandosi loro di essere sempre disponibile a aiutare il prossimo, ma non era inizialmente bene accetto dai cani dell'isola temendo le sue grandi dimensioni, i quali presto stringeranno rapporti d'amicizia con Clifford stesso e si faranno educare ancora una volta dal protagonista alle regole morali di vita.

## Episodi
La serie è costituita da un totale di 66 puntate suddivise in 2 stagioni; la prima è stata trasmessa originariamente dal 4 settembre 2000 al 5 dicembre 2001 ed è costituita da 40 puntate, mentre la seconda è stata trasmessa originariamente dal 12 febbraio 2002 al 25 febbraio 2003 ed è costituita da 27 puntate.
Ciascuna puntata è suddivisa in 2 episodi, intervallati da un breve sketch in cui Emily Elizabeth Howard narra a Clifford un racconto del cagnolino Macchia e di cui il secondo episodio è chiuso da un altro sketch della durata di 30 secondi intitolato Clifford's Big Idea, in cui ad alcuni personaggi viene enunciata una regola morale narrata dalla voce di Emily Elizabeth Howard in correzione dell'azione appena compiuta da essi.

### 1ª stagione (2000-2001)
| Episodio | Titolo originale                | Titolo italiano                     | Titolo italiano (Prime Video)          | Prima TV originale | Prima TV italiana       |
| -------- | ------------------------------- | ----------------------------------- | -------------------------------------- | ------------------ | ----------------------- |
| 1        | My Best Friend                  | Il mio migliore amico               | Il mio migliore amico                  | 4 settembre 2000   | 3 aprile 2003           |
| 1        | Cleo's Fair Share               | Un gioco nuovo di zecca             | Il nuovo giocattolo di Cleo            | 4 settembre 2000   | 3 aprile 2003           |
| 2        | Special Delivery                | Il regalo per Laura                 | Consegna speciale                      | 5 settembre 2000   | 4 aprile 2003           |
| 2        | A Ferry Tale                    | Avventura sul traghetto             | Il traghetto                           | 5 settembre 2000   | 4 aprile 2003           |
| 3        | And Birdy Makes Three           | Lezioni di volo                     | E con Birdy sono tre                   | 6 settembre 2000   | 8 aprile 2003           |
| 3        | Homes Is Where the Fun Is       | L'isoletta delle meraviglie         | Casa è dove ci si diverte              | 6 settembre 2000   | 8 aprile 2003           |
| 4        | Clifford's Carnival             | Il carnevale di Clifford            | La festa d'autunno di Clifford         | 7 settembre 2000   | 7 aprile 2003           |
| 4        | Clifford's Doggy Reunion        | Amici d'infanzia... a quattro zampe | Clifford e la riunione di famiglia     | 7 settembre 2000   | 7 aprile 2003           |
| 5        | The Great Race                  | La grande sfida                     | La grande corsa                        | 8 settembre 2000   | 8-9 aprile 2004         |
| 5        | Tummy Trouble                   | Problemi di stomaco                 | Problemi di pancia                     | 8 settembre 2000   | 8-9 aprile 2004         |
| 6        | Cleo Comes to Town              | Cleo torna in città                 | Cleo arriva in città                   | 11 settembre 2000  | 9 aprile 2003           |
| 6        | False Friends                   | Un falso amico                      | Falsi amici                            | 11 settembre 2000  | 9 aprile 2003           |
| 7        | Clifford and the Beanstalk      | La pianta di fagioli                | Clifford e la pianta di fagioli        | 12 settembre 2000  | 10 aprile 2003          |
| 7        | Itchy Patch                     | Il prurito                          | Un forte prurito                       | 12 settembre 2000  | 10 aprile 2003          |
| 8        | A New Friend                    | Un nuovo amico                      | Un nuovo amico                         | 13 settembre 2000  | 15 aprile 2003          |
| 8        | Stormy Weather                  | Il temporale                        | Tempesta                               | 13 settembre 2000  | 15 aprile 2003          |
| 9        | Circus Stars                    | Stelle del circo                    | Le stelle del circo                    | 14 settembre 2000  | 11 aprile 2003          |
| 9        | Limelight Fright                | Panico da palcoscenico              | Paura del palcoscenico                 | 14 settembre 2000  | 11 aprile 2003          |
| 10       | To Catch a Bird                 | La gabbianella ladra                | Catturare un gabbiano                  | 15 settembre 2000  | 14 luglio 2005          |
| 10       | The Best Party Ever             | Una bellissima festa                | La migliore festa di sempre            | 15 settembre 2000  | 14 luglio 2005          |
| 11       | Come Back Mac                   | Torna a casa Mac!                   | Torna a casa Mac                       | 18 settembre 2000  | 16 aprile 2003          |
| 11       | Boo                             | La festa di Halloween               | Boo                                    | 18 settembre 2000  | 16 aprile 2003          |
| 12       | Little Clifford                 | Il ricordo più bello                | Il piccolo Clifford                    | 19 settembre 2000  | 17 aprile 2003          |
| 12       | Welcome to Birdwell Island      | Clifford eroe dell'isola            | Benvenuti all'isola di Birdwell        | 19 settembre 2000  | 17 aprile 2003          |
| 13       | Doing the Right Thing           | La cosa migliore                    | Fare la cosa giusta                    | 20 settembre 2000  | 28-29 aprile 2004       |
| 13       | The Dog Who Cried Woof          | Al lupo al lupo                     | Il cane che gridava "Al lupo, al lupo" | 20 settembre 2000  | 28-29 aprile 2004       |
| 14       | Leaf of Absence                 | Caccia alle foglie                  | Una promessa è una promessa            | 21 settembre 2000  | 30 aprile-3 maggio 2004 |
| 14       | Nobody's Perfect                | Nessuno è perfetto                  | Nessuno è perfetto                     | 21 settembre 2000  | 30 aprile-3 maggio 2004 |
| 15       | Teacher's Pet                   | Corso di addestramento              | Il preferito della maestra             | 22 settembre 2000  | 18 aprile 2003          |
| 15       | Islander of the Year            | Cittadino modello                   | Il cittadino dell'anno                 | 22 settembre 2000  | 18 aprile 2003          |
| 16       | Clifford's Big Surprise         | Festa a sorpresa                    | Una sorpresa per Clifford              | 25 settembre 2000  | 14 aprile 2003          |
| 16       | The Ears Have It                | Fuochi d'artificio                  | Anche i cani hanno orecchie            | 25 settembre 2000  | 14 aprile 2003          |
| 17       | Tough Enough                    | Cattivissimo                        | Un cane feroce                         | 26 settembre 2000  | 21 aprile 2003          |
| 17       | Stars in Your Eyes              | Il telescopio                       | Le stelle nei tuoi occhi               | 26 settembre 2000  | 21 aprile 2003          |
| 18       | Mac's Secret Dog Club           | Il club privato di Mac              | Il club canino segreto di Mac          | 27 settembre 2000  | 12-13 maggio 2003       |
| 18       | The Dog Park                    | Parco per cani                      | Il parco per cani                      | 27 settembre 2000  | 12-13 maggio 2003       |
| 19       | Fluffed-up Cleo                 | Concorso di bellezza                | La morbidosa Cleo                      | 28 settembre 2000  | 22 aprile 2003          |
| 19       | Team Spirit                     | Spirito di squadra                  | Spirito di squadra                     | 28 settembre 2000  | 22 aprile 2003          |
| 20       | Clifford on Parade              | Clifford alla parata                | Clifford va alla parata                | 29 settembre 2000  | 23 aprile 2003          |
| 20       | Follow the Leader               | Imitatemi                           | Seguite il leader                      | 29 settembre 2000  | 23 aprile 2003          |
| 21       | Good-Bye T-Bone                 | Addio T-Bone                        | Addio T-Bone                           | 18 gennaio 2001    | 20-21 maggio 2004       |
| 21       | The Truth About Dogs and Cats   | Cani e gatti                        | La verità su cani e gatti              | 18 gennaio 2001    | 20-21 maggio 2004       |
| 22       | The Big Sleepover               | La lunga veglia                     | Una notte fuori                        | 19 gennaio 2001    | 24-25 maggio 2004       |
| 22       | Dog for a Day                   | Cane per un giorno                  | Cane per un giorno                     | 19 gennaio 2001    | 24-25 maggio 2004       |
| 23       | T-Bone, Dog About Town          | T-Bone, cane di mondo               | T-Bone, un cane in città               | 22 gennaio 2001    | 24 aprile 2003          |
| 23       | Clifford's Big Heart            | Il grande cuore di Clifford         | Il grande cuore di Clifford            | 22 gennaio 2001    | 24 aprile 2003          |
| 24       | Who Me Jealous?                 | Io, gelosa?                         | Chi? Gelosa io?                        | 23 gennaio 2001    | 25 aprile 2003          |
| 24       | A Bunny In A Haystack           | Un coniglio in un pagliaio          | Un coniglio nel pagliaio               | 23 gennaio 2001    | 25 aprile 2003          |
| 25       | Clothes Don't Make the Dog      | L'abito non fa il cane              | L'abito non fa il cane                 | 24 gennaio 2001    | 28 aprile 2003          |
| 25       | Short-Changed                   | I due giganti                       | Troppo bassi                           | 24 gennaio 2001    | 28 aprile 2003          |
| 26       | The Kibble Crook                | Il ghiottone pentito                | Il ladro di croccantini                | 25 gennaio 2001    | 29 aprile 2003          |
| 26       | Screaming for Ice Cream         | Voglia di gelato                    | Tutti vogliono un gelato               | 25 gennaio 2001    | 29 aprile 2003          |
| 27       | New Dog in Town                 | Un nuovo cane in città              | -                                      | 26 gennaio 2001    | 30 aprile 2003          |
| 27       | Get Well                        | Un gesto gentile                    | -                                      | 26 gennaio 2001    | 30 aprile 2003          |
| 28       | Babysitter Blues                | Un'esperienza indimenticabile       | -                                      | 29 gennaio 2001    | 1 maggio 2003           |
| 28       | Saturday Morning                | Un sabato felice                    | -                                      | 29 gennaio 2001    | 1 maggio 2003           |
| 29       | Best Paw Forward                | L'impronta gigante                  | -                                      | 30 gennaio 2001    | 2 maggio 2003           |
| 29       | Then Came Bob                   | Il bassotto birichino               | -                                      | 30 gennaio 2001    | 2 maggio 2003           |
| 30       | Friends, Morning, Noon, & Night | Un ospite invadente                 | -                                      | 31 gennaio 2001    | 18 giugno-9 luglio 2004 |
| 30       | Mr. Bleakman's Special Day      | Buone azioni segrete                | -                                      | 31 gennaio 2001    | 18 giugno-9 luglio 2004 |
| 31       | Doggie Garden                   | Il cane giardiniere                 | -                                      | 3 ottobre 2001     | 13-14 luglio 2004       |
| 31       | Captain Birdwell's Treasure     | Il tesoro del Capitano Fondatore    | -                                      | 3 ottobre 2001     | 13-14 luglio 2004       |
| 32       | Welcome to the Doghouse         | Benvenuti nella cuccia              | -                                      | 10 ottobre 2001    | 22-23 giugno 2004       |
| 32       | Promises Promises               | Promesse, promesse                  | -                                      | 10 ottobre 2001    | 22-23 giugno 2004       |
| 33       | Clifford's Hiccups              | Il singhiozzo di Clifford           | -                                      | 17 ottobre 2001    | 24-25 giugno 2004       |
| 33       | It's My Party                   | E' la mia festa!                    | -                                      | 17 ottobre 2001    | 24-25 giugno 2004       |
| 34       | Clifford Cleans His Doghouse    | La cuccia dei ricordi               | -                                      | 24 ottobre 2001    | 29 giugno-2 luglio 2004 |
| 34       | And Baby Makes 4                | Adesso siamo in quattro             | -                                      | 24 ottobre 2001    | 29 giugno-2 luglio 2004 |
| 35       | Jetta's Tall Tale               | L'incredibile storia di Jeda        | -                                      | 31 ottobre 2001    | 9 settembre 2005        |
| 35       | The Big Fetch                   | Il grande lancio                    | -                                      | 31 ottobre 2001    | 9 settembre 2005        |
| 36       | Potluck Party Pooper            | Pic-nic con guastafeste             | -                                      | 7 novembre 2001    | 12 settembre 2005       |
| 36       | The Best Gift                   | Il regalo più bello                 | -                                      | 7 novembre 2001    | 12 settembre 2005       |
| 37       | Two's Company                   | Gita al faro                        | -                                      | 14 novembre 2001   | 13 settembre 2005       |
| 37       | Fair-Weathered Friend           | Un temporale imprevisto             | -                                      | 14 novembre 2001   | 13 settembre 2005       |
| 38       | Topsy Turvy Day                 | La giornata al contrario            | -                                      | 21 novembre 2001   | 15 settembre 2005       |
| 38       | Clifford's Charm School         | Scuola di galateo                   | -                                      | 21 novembre 2001   | 15 settembre 2005       |
| 39       | Forgive and Forget              | L'offesa perdonata                  | -                                      | 28 novembre 2001   | 16 settembre 2005       |
| 39       | Mimi's Back in Town             | Il ritorno di Mimì                  | -                                      | 28 novembre 2001   | 16 settembre 2005       |
| 40       | Blanket Blues                   | La coperta di Clifford              | -                                      | 5 dicembre 2001    | 6-7 luglio 2004         |
| 40       | Dino Clifford                   | Il fossile di dinosauro             | -                                      | 5 dicembre 2001    | 6-7 luglio 2004         |

### 2ª stagione (2002-2003)
| Episodio | Titolo originale                      | Titolo italiano | Prima TV originale |
| -------- | ------------------------------------- | --------------- | ------------------ |
| 41       | That's Snow Lie                       | -               | 12 febbraio 2002   |
| 41       | A Friend in Need                      | -               | 12 febbraio 2002   |
| 42       | Fan Mail                              | -               | 13 febbraio 2002   |
| 42       | Hooray for Cleo                       | -               | 13 febbraio 2002   |
| 43       | Nothing to Fur But Fur Itself         | -               | 14 febbraio 2002   |
| 43       | Jetta's Project                       | -               | 14 febbraio 2002   |
| 44       | Stinky Friends                        | -               | 15 febbraio 2002   |
| 44       | He's Wonderful Mr. Bleakman           | -               | 15 febbraio 2002   |
| 45       | Magic in the Air                      | -               | 18 febbraio 2002   |
| 45       | Everyone Loves Clifford               | -               | 18 febbraio 2002   |
| 46       | Clifford Grows Up                     | -               | 19 febbraio 2002   |
| 46       | Jetta's Sweater                       | -               | 19 febbraio 2002   |
| 47       | Big-Hearted T-Bone                    | -               | 20 febbraio 2002   |
| 47       | Cleo's Valentine Surprise             | -               | 20 febbraio 2002   |
| 48       | Embarrassing Moments                  | -               | 21 febbraio 2002   |
| 48       | Lucky Charm                           | -               | 21 febbraio 2002   |
| 49       | Princess Cleo                         | -               | 18 settembre 2002  |
| 49       | Basketball Stories                    | -               | 18 settembre 2002  |
| 50       | Doggie Detectives                     | -               | 25 settembre 2002  |
| 50       | Camping It Up                         | -               | 25 settembre 2002  |
| 51       | Cleo Gets a Cone                      | -               | 2 ottobre 2002     |
| 51       | A Job Well Read                       | -               | 2 ottobre 2002     |
| 52       | When I Grow Up                        | -               | 9 ottobre 2002     |
| 52       | Not Now I'm Busy                      | -               | 9 ottobre 2002     |
| 53       | Special T-Bone                        | -               | 16 ottobre 2002    |
| 53       | Jetta's Sneak Peek                    | -               | 16 ottobre 2002    |
| 54       | Vaz Goes Down The Tube                | -               | 23 ottobre 2002    |
| 54       | Cyber Puppy Problems                  | -               | 23 ottobre 2002    |
| 55       | Another Fine Mess                     | -               | 30 ottobre 2002    |
| 55       | King Mac                              | -               | 30 ottobre 2002    |
| 56       | Who Moved My Bone?                    | -               | 6 novembre 2002    |
| 56       | Clifford the Pirate King              | -               | 6 novembre 2002    |
| 57       | Clifford's Cookie Craving             | -               | 13 novembre 2002   |
| 57       | Jetta's Friend                        | -               | 13 novembre 2002   |
| 58       | Fishing Lessons                       | -               | 20 novembre 2002   |
| 58       | No Baths for Cleo                     | -               | 20 novembre 2002   |
| 59       | Flood of Imagination                  | -               | 17 febbraio 2003   |
| 59       | Lights Out                            | -               | 17 febbraio 2003   |
| 60       | A Big Help                            | -               | 18 febbraio 2003   |
| 60       | The Trouble With Kittens              | -               | 18 febbraio 2003   |
| 61       | Led Astray                            | -               | 19 febbraio 2003   |
| 61       | Wedding Bell Blues                    | -               | 19 febbraio 2003   |
| 62       | Food for Thought                      | -               | 20 febbraio 2003   |
| 62       | Friends Forever                       | -               | 20 febbraio 2003   |
| 63       | Tie-Dye Clifford                      | -               | 21 febbraio 2003   |
| 63       | Stage Struck                          | -               | 21 febbraio 2003   |
| 64       | Doghouse Rock                         | -               | 24 febbraio 2003   |
| 64       | Guess Who's Coming to Birdwell Island | -               | 24 febbraio 2003   |
| 65       | Little Big Pup                        | -               | 25 febbraio 2003   |
| 65       | Getting to Know You                   | -               | 25 febbraio 2003   |

## Personaggi

### Personaggi principali

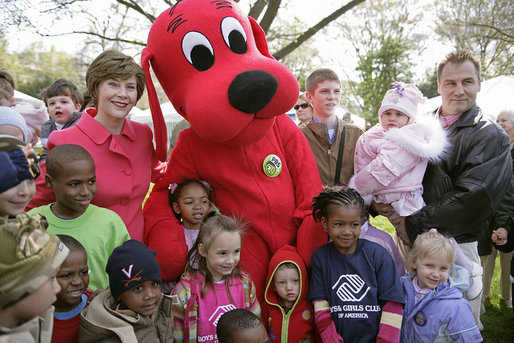
Un pupazzo di Clifford fotografato insieme alla first lady Laura Bush e a alcuni bambini durante l'Easter Egg Roll della Casa Bianca del 9 aprile 2007.

- Clifford: è un Labrador retriever di colore rosso, alto 9 metri circa, amichevole, dolce, estroverso e sempre disponibile a aiutare il prossimo. Le sue enormi dimensioni, paragonabili a quelle delle figure giganti tratte dai racconti medievali, lo inducono suo malgrado a trovarsi in molte difficoltà e a essere temuto dagli sconosciuti, ma lo rendono anche capace di compiere azioni straordinarie: in un episodio Clifford stesso rimuove la luce di un faro per guidare con essa un traghetto verso il molo dell'Isola degli Uccellini nella nebbia. Il nome di Clifford è tratto da quello dell'amico d'infanzia immaginario della moglie di Norman Bridwell[1]. Clifford è doppiato nella versione originale da John Ritter, per il cui questo ruolo si rivelerà l'ultima esperienza di doppiatore per via della morte causata da una dissecazione aortica e avvenuta pochi giorni prima del debutto originale di Un cucciolo di nome Clifford, e in lingua italiana da Davide Lepore.[4]
- Emily Elizabeth Howard: è la padroncina decenne di Clifford, amichevole, curiosa e anche lei sempre disponibile a correre in aiuto del prossimo. Emily Elizabeth è molto legata a Clifford tanto da dimostragli molto affetto e molta premura e da rendersi disponibile anche verso di esso e eccelle nello skateboard e nel calcio, per il cui gioca nella squadra della scuola elementare dell'Isola degli Uccellini detta degli Uccellini dell'Isola. Il nome di Emily Elizabeth è tratto da quello della figlia di Norman Bridwell[1]. Emily Elizabeth è doppiata nella versione originale da Grey DeLisle e in lingua italiana da Monica Vulcano.[4]
- Cleo: è una femmina di barbone nano di colore lilla amica di Clifford e di T-Bone che, nonostante sia caratterizzata da un'indole egoista e talvolta bugiarda, si rileva comunque e sempre leale verso i suoi amici e che immagina di avere un alter ego che chiama Muso Cotonato e che conserva la stessa malvagità e lo stesso desiderio di dominazione del mondo di un supercattivo. Cleo è doppiata nella versione originale da Cree Summer e in lingua italiana da Francesca Manicone.[4]
- T-Bone: è un maschio di bulldog con il pelo di colore giallo e chiazzato di marrone amico di Clifford, che inizialmente temeva solo per le sue enormi dimensioni, e di Cleo. T-Bone è spesso caratterizzato da un'indole sciocca, ma alla fine di molti episodi si rileva di essere capace di affrontare coraggiosamente certe azioni, e immagina di avere un alter ego che chiama Super T-Bone per le sue qualità di supereroe. T-Bone è doppiato nella versione originale da Kel Mitchell e in lingua italiana da Fabrizio Vidale.[4]
- Machiavelli: "Mac" è un maschio di levriero inglese a pelo raso di colore blu con un senso tronfio di volersi sentire importante anche partecipando a mostre canine e che spesso trascorre il suo tempo libero tra la vita solitaria e la compagnia di Clifford, Cleo e T-Bone anche se in certi casi non viene sopportato da questi ultimi. Mac è doppiato nella versione originale da Cam Clarke.

### Personaggi secondari
- Caroline Howard: la madre di Emily Elizabeth Howard. Caroline Howard è doppiata nella versione originale da Grey DeLisle.
- Mark Howard: il padre di Emily Elizabeth Howard. Mark Howard è doppiato nella versione originale da Cam Clarke.
- Orazio Bleakman: un vicino di casa della famiglia Howard, marito di Violetta Bleakman, che critica ogni azione compiuta da Clifford. Orazio Bleakman è doppiato nella versione originale da Earl Boen.
- Violetta Bleakman: una vicina di casa della famiglia Howard, moglie di Orazio Bleakman, che, a differenza di quest'ultimo, sopporta meglio Clifford. Violetta Bleakman è doppiata nella versione originale da Edie McClurg.
- Signora Diller: la padrona di Cleo doppiata nella versione originale da Cree Summer.
- Charley: l'amico di Emily Elizabeth Howard che eccelle nel calcio e che vive insieme al padre giamaicano Samuel nella sua casa-ristorante a forma di nave. Charley è doppiato nella versione originale da Gary LeRoi Gray.
- Samuel: il padre di Charley nonché il proprietario di un ristorante giamaicano di fish and chips. Samuel è doppiato nella versione originale da Terrence "T.C." Carson.
- Vaz: l'amico di Emily Elizabeth Howard sciocco e sfortunato che nell'episodio Stage Struck della puntata 2x25 si esibisce in alcuni giochi di prestigio a un talent show. Vaz è doppiato nella versione originale da Ulises Cuadra.
- Jetta: la padroncina di Mac egocentrica e ossessivamente amica di Emily Elizabeth Howard anche se non si immedesima mai nei sentimenti altrui, che partecipa come majorette a molte parate e talent shows e che desidera anche idee sempre maggiori e migliori di quelle altrui. Jetta è doppiata nella versione originale da Kath Soucie.
- Sceriffo Lewis: il padrone di T-Bone che lavora come capo della polizia federale dell'isola e talvolta si serve come arbitro per gli Uccellini dell'Isola Lo sceriffo Lewis è doppiato nella versione originale da Nick Jameson.
- Signora Diller: la padrona di Cleo doppiata nella versione originale da Cree Summer.
- Hamburger: un cane maschio amico di T-Bone che emigrò dall'isola prima ancora dell'arrivo di Clifford. Hamburger è doppiato nella versione originale da Kenan Thompson.
- Deputy Brown: il padrone di Hamburger che emigrò dall'isola prima ancora dell'arrivo di Clifford.
- Artie: un cane maschio che visita occasionalmente l'isola e che intende incitare Clifford a compiere azioni scorrette anche se quest'ultimo lo invita a seguire il suo modello. Artie è doppiato nella versione originale da Henry Winkler.
- Mimì: una femmina di spaniel che si reca occasionalmente sull'isola per gli studi scientifici della sua padrona e di cui T-Bone è follemente innamorato. Mimì è doppiata nella versione originale da Tyisha Hampton.
- K.C.: un maschio di beagle amputato della zampa posteriore che talvolta si reca sull'isola per assistere la signora Young. K.C. è doppiato nella versione originale da Cam Clarke.
- Bruno Young: il padrone di K.C. che lavora come imbianchino e che talvolta si reca nell'isola per visitare la signora Young. Bruno Young è doppiato nella versione originale da Kevin Michael Richardson.
- Signora Young: la madre anziana di Bruno Young.
- Signorina Carrington: l'insegnante della classe di Emily Elizabeth Howard nella scuola elementate dell'isola fino all'episodio Wedding Bell Blues della puntata 2x23 che è doppiata nella versione originale da Grey DeLisle.
- Dottor Dihn: un veterinario il cui ambulatorio è situato sull'isola. Il dottor Dihn è doppiato nella versione originale da Haunani Minn.
- Signor Campbell: il capo dei vigili del fuoco dell'isola doppiato nella versione originale da Terrence "T.C." Carson.
- Signor Kibble: il gestore del negozio di animali e del salone di toeletta dell'isola che, malgrado la sua grande premura verso gli animali domestici, Cleo detesta per le strambe acconciature che solitamente le applica.
- Pedro: un lavoratore presso il molo dell'isola che commenta ciò che avviene intorno al posto di lavoro insieme al collega Victor. Pedro è doppiato nella versione originale da Tony Plana.
- Victor: un lavoratore presso il molo dell'isola che commenta ciò che avviene intorno al posto di lavoro insieme al collega Pedro. Victor è doppiato nella versione originale da Tony Plana.
- Dan: un bambino doppiato nella versione originale da Susan Blu e in lingua italiana da Micaela Incitti[4].
- Mary: una bambina costretta alla sedia a rotelle che nell'episodio Stage Struck della puntata 2x25 si esibisce cantando e suonando il pianoforte a un talent show di cui si aggiudicherà il primo premio. Mary è doppiata nella versione originale da Kath Soucie.

## Distribuzione
In Italia i primi 26 episodi della prima stagione sono stati pubblicati su Prime Video con un doppiaggio diverso rispetto a quello della trasmissione televisiva.

## Influenza socio-culturale in Italia
In Italia la serie animata ha avuto una maggiore popolarità a seguito di una iniziativa proposta da alcuni esponenti della Lega Nord, ovvero di istituire una film commission per la realizzazione o la traduzione e la commissione di alcune opere audiovisive, con la sola eccezione delle soap opera, interamente interpretate o doppiate nei dialetti parlati nell'Italia settentrionale. Nell'estate 2009 tale parte dell'iniziativa, che ricevette i finanziamenti da parte delle presenze leghiste al consiglio regionale del Veneto, è stata ripresa dall'associazione con sede a Dueville L'Albaro de la lengoa veneta, che ha ottenuto parte dei diritti d'autore del personaggio di Clifford da Scholastic, per la realizzazione di un'edizione in dialetto veneto di 25 puntate della serie animata con lo scopo di diffondere il lessico dialettale soprattutto nella cultura giovanile, e il cui doppiaggio è stato curato dalla compagnia teatrale Astichello di Monticello Conte Otto impiegando 1800 ore complessive di lavoro e 40 doppiatori volontari. Il 19 ottobre 2009 tali puntate della serie animata sono state incluse nel palinsesto tardo-pomeridiano di Antenna Tre Nordest, dove sono trasmesse nella versione originale e in dialetto veneto.

## Altri media

### Film
- Clifford e i suoi amici acrobati (20 febbraio 2004)[1]
- Clifford - Il grande cane rosso (17 settembre 2021)

### Serie televisive
- Clifford's Fun With... (1988-1998)[1]
- Un cucciolo di nome Clifford (15 settembre 2003-13 ottobre 2004)[1]

### Videogiochi
- Clifford's Reading (1988)[2]
- Clifford's Thinking Games (1989)[2]
- Clifford's Learning Activities (1992)[2]

### Curiosità
La serie è spesso citata nel romanzo thriller "Sangue Cattivo" (titolo originale: Right Behind You) di Lisa Gardner, nei racconti del personaggio Telly Ray Nash, il quale leggeva alla sorella minore le storie tratte dalla serie.